# Skapa i mig, Gud, ett hjärta
Skapa i mig, Gud, ett hjärta är en kristen psalm. Texten är skriven av Johan Olof Wallin.

## Publicerad i
- 1819 års psalmbok, som nummer 201 under rubriken "Nådens ordning: Den dagliga förnyelsen under bön, vaksamhet och strid mot andliga fiender".
- Den svenska psalmboken 1937, som nummer 394 under rubriken "Trons bevisning i levnaden".